# Olovo (BiH)
Olovo je općina i naselje u Bosni i Hercegovini, u Federaciji BiH u Zeničko-dobojskoj županiji.

## Zemljopis
Olovo je smješteno 50 kilometara sjeveroistočno od Sarajeva, na magistralnoj cesti što vodi od Sarajeva prema Tuzli. U Olovu su još od srednjeg vijeka poznata nalazišta olovne rude, po čemu je grad i dobio ime. U središtu grada spajaju se rijeke Stupčanica i Bioštica koje formiraju Krivaju koja teče dalje prema Zavidovićima. Općina Olovo prostire na oko 408 km².

## Stanovništvo

### Turski popis stanovništva 1468./1469.
| Stanovništvo Olova 1468./1469. |           |           |         |       |                 |
| godina                         | broj sela | broj kuća | odrasli | djeca | broj stanovnika |
| 1468./1469.                    | /         | 126       | /       | /     | 660             |

### Popisi 1971. – 1991.
| Stanovništvo općine Olovo |                  |                  |                  |
| godina popisa             | 1991.            | 1981.            | 1971.            |
| Muslimani                 | 12.699 (74,89 %) | 11.593 (70,94 %) | 10.546 (69,36 %) |
| Srbi                      | 3193 (18,83 %)   | 3349 (20,49 %)   | 3601 (23,68 %)   |
| Hrvati                    | 642 (3,78 %)     | 802 (4,90 %)     | 930 (6,11 %)     |
| Jugoslaveni               | 285 (1,68 %)     | 478 (2,92 %)     | 46 (0,30 %)      |
| ostali i nepoznato        | 137 (0,80 %)     | 119 (0,72 %)     | 80 (0,52 %)      |
| ukupno                    | 16.956           | 16.341           | 15.203           |

#### Olovo (naseljeno mjesto), nacionalni sastav
| Olovo              |                |                |                |
| godina popisa      | 1991.          | 1981.          | 1971.          |
| Muslimani          | 2143 (64,72 %) | 1529 (58,76 %) | 1359 (66,13 %) |
| Srbi               | 820 (24,76 %)  | 614 (23,59 %)  | 476 (23,16 %)  |
| Hrvati             | 94 (2,83 %)    | 114 (4,38 %)   | 161 (7,83 %)   |
| Jugoslaveni        | 202 (6,10 %)   | 306 (11,76 %)  | 24 (1,16 %)    |
| ostali i nepoznato | 52 (1,57 %)    | 39 (1,49 %)    | 35 (1,70 %)    |
| ukupno             | 3311           | 2602           | 2055           |

### Popis 2013.
| Stanovništvo općine Olovo |                |
| godina popisa             | 2013.          |
| Bošnjaci                  | 9701 (95,34 %) |
| Hrvati                    | 230 (2,26 %)   |
| Srbi                      | 77 (0,76 %)    |
| ostali i nepoznato        | 167 (1,64 %)   |
| ukupno                    | 10.175         |

| Olovo – naseljeno mjesto |                |
| godina popisa            | 2013.          |
| Bošnjaci                 | 2333 (94,65 %) |
| Hrvati                   | 24 (0,97 %)    |
| Srbi                     | 17 (0,69 %)    |
| ostali i nepoznato       | 91 (3,69 %)    |
| ukupno                   | 2465           |

## Naseljena mjesta
Općinu Olovo sačinjavaju sljedeća naseljena mjesta:
Ajdinovići, 
Arapovača, 
Bakići, 
Berisalići, 
Boganovići, 
Brda, 
Bukov Do, 
Čude, 
Čuništa, 
Dolovi, 
Drecelj, 
Dugandžići,
Glavično, 
Grabovica, 
Gurdići, 
Jelaške, 
Kamensko, 
Klinčići, 
Kolakovići, 
Kovačići, 
Krajišići, 
Križevići, 
Kruševo, 
Lišci, 
Magulica, 
Metilji, 
Milankovići, 
Olovo, 
Olovske Luke, 
Petrovići, 
Ponijerka, 
Ponor, 
Prgoševo, 
Pušino Polje, 
Radačići, 
Rečica, 
Rečice, 
Rijeka, 
Rubinići,
Slivnje, 
Solun, 
Stojčići, 
Vukotići,
Žeravice i 
Žunova.
Poslije potpisivanja Daytonskog mirovnog sporazuma, najveći dio općine Olovoušao je u sastav Federacije BiH. Naseljena mjesta Rečice, Rubinići, Žeravice ranije je pripadalo općini Han Pijesak koja je ušla u sastav Republike Srpske. Naseljena mjesta Drecelj, Dugančići, Gornji Drapnići, Gurdići, Kolakovići, Krajšići, Kruševo i Šaševci su pripala općini Sokolac koja je ušla u sastav Republike Srpske.

## Povijest
Naselje Olovo nastalo je na obalama tri planinske rijeke. U pisanim dokumentima Olovo se prvi put spominje 1382. godine pod imenom Plumbum (lat. olovo) što potvrđuje navode da je ovaj grad dobio ime po rudi Olovo. Bilo je sjedište bosanske srednjovjekovne županije Olovci.
U 14. i 15. stoljeću, Olovo je bilo poznati rudarsko i trgovačko središte s unosnom carinom. Što zbog prestanka eksploatacije olovne rude, još više zbog krupnih povijesnih događaja, nacionalna struktura stanovništva mijenjala se kroz protekla stoljeća. Iz 14. stoljeća datira crkva Uznesenja BDM. Najveći dio stanovništva Olova krajem srednjeg vijeka činili su Sasi kao rudari te razni trgovci i obrtnici, ponajviše Hrvati iz Dubrovnika i Dalmacije.
Od 1382. godine u Olovu je postojao franjevački samostan te uz njega i svetište Majke Božje. Samostan je dugo bio napušten, a 1700. godine svi su se franjevci iz njega, osim gvardijana, preselili u Ilok. U noći s 1. na 2. kolovoza 1704. zapaljeni su samostan i crkva. Tada su od samostana i crkve ostale samo ruševine. Nakon velikog hodočašća 1867. godine (od oko 5.000 vjernika), podignuta je drvena crkva koja se urušila 1913. godine. Nakon 1923. krenulo se u obnovu crkve i svetišta te je 1938. postavljen kameni oltar. Tek 1961. godine sanirani su i temelji crkve. U kutovima crkve izgrađene su dvije kule; jedna je posvećena fra Matiji Divkoviću, a u drugoj se nalaze posmrtni ostaci fra Ljudevita Zloušića s njegovom bistom.
Od stare je crkve očuvan ključ, koji se čuva u Zemaljskom muzeju, koji je istodobno služio kao samokres.
Olovo je bilo katoličko središte kršćanstva u ovom dijelu Bosne gdje je najgušće naseljeni katoličko stanovništvo. U tadašnjem franjevačkom samostanu bilo je i po nekoliko desetaka fratara, jednom čak 56. Toliko ih je bilo zbog onovremene veličine olovskoga samostanskog područja, tj. distrikta dodijeljena za pastorizaciju vjernika. Osim u središnjoj Bosni, svećenici iz Olova djelovali su tad i u istočnoj Bosni, Srijemu i u dijelovima Bačke i Banata. Getsemanski vrt u Jeruzalemu su 1681. od muslimana otkupili Hrvati iz Olova, Pavao, Antun i Jakov i darovali ga franjevcima na upravljanje.
Dolaskom Osmanlija u Olovu se povećava broj muslimanskog stanovništva koje početkom 16. stoljeća gradi džamiju na lokalitetu današnjeg naselja Gornjeg Olova.
Ipak, još 1655. u Olovu je bilo 175 katoličkih obitelji naspram 54 muslimanske.
Katolici su se na to raselili iz istočne Bosne raselio se po Srijemu, Bačkoj i Banatu. Olovo je nakon osmanskog konfesiocida bilo bez crkve pune 232 godine. Od crkve je tek ostao kamen dovratnik od ulaza u crkvu.
Vjerojatno zbog plahovitih planinskih rijeka (Bioštice, što dolazi iz Knežine i Stupčanice iz vrela kod Han Pijeska) koje su u proljeće plavile okolna polja, naselje Donje Olovo nastalo je tek u 20. stoljeću. Razvoju Donjeg Olova, odnosno današnje gradske jezgre, nakon austro-ugarske vladavine, znatno je doprinijela izgradnja pruge Zavidovići-Olovo-Han Pijesak. To ujedno predstavlja početak planske eksploatacije bogatih olovskih šuma, što i danas predstavlja osnovni privredni resurs.
Tijekom posljednjeg rata iz Olova je prognano 60 od ukupno 85 Hrvata, a iz Oćevije 508 od ukupno 530 stanovnika.
Olovsko je svetište Gospe Olovske obnovljeno tek krajem 20. stoljeća. Fra Lujo Zloušić, koji je 40 godina pastorizirao Olovo, radio je na ponovnoj izgradnji olovske crkve i svetišta.

## Poznate osobe

### Vjerski službenici
- Matija Divković, franjevac i književnik
- Magdalena Pereš-Vuksanović, redovnica
- Marijan Maravić, katolički biskup
- Longin Krčo, pravoslavni mitropolit

### Športaši
- Jelena Blagojević, odbojkašica
- Edin Višća, nogometaš

### Ostalo
- Brajko Hvalović, knez i trgovac olovom
- Ferida Duraković, pjesnikinja
- Daniel Ozmo, umjetnik
- Hasan Muratović, poduzetnik i političar
- Muriz Spahić, sveučilišni profesor, geograf

## Spomenici i znamenitosti
- crkva Uznesenja BDM, nacionalni spomenik BiH[13]
- svetište Majke Božje Olovske,
- samostan Uznesenja BDM
- turbe u Martinovićima
- turbe u Solunu kod Olova
- nekropola stećaka kod Soluna
- nekropola stećaka kod Kamenska
- Obelisk u Bakićima

## Šport
- NK Stupčanica Olovo

### Članci
- Babić, Vanda. 2011. Od Olova do Škrpjela: uloga marijanskih običaja u životu autohtonih Hrvata. Vrhbosnensia. Univerzitet u Sarajevu – Katolički bogoslovni fakultet. Sarajevo. 15 (2): 361–379

## Vanjske poveznice
- Vremeplov.ba Srećko Ignjatović: Tehnički podaci šumske pruge Zavidovići – Olovo – Kusače, 1901. godine (srp.)